# Николай Палашев
Николай Георгиев Палашев е професор по корпоративни комуникации в университета по библиотекознание и информационни технологии в София. Ръководител е на Катедра „Комуникации и сигурност“, чете курс лекции по „Корпоративни комуникации“, „Медии и сигурност“, „Комуникационни умения“ и „Бизнес и административни комуникации“.

## Биография
Прадядото на Николай Палашев Ангелко Палашев е спомоществовател на първата съвременна печатница в България на Теодосий Синаитски. Основател и издател на първото детско списание за литература и изкуство „Картинна галерия за деца и юноши“ е неговият дядо Георги Палашев.
Николай Палашев е роден през 1959 г. в София. Завършва Българска филология в Софийския университет „Климент Охридски“. Специализира психолингвистика и фолклористика. Защитава докторска дисертация на тема „Корпоративни комуникации в кризисна политическа ситуация“.
Работи като журналист – 13 години е редактор и отговорен редактор в БНТ, публицистика, а след това – отговорен редактор в информационна агенция „Балкан“ и отговорен редактор в радио „Витоша“. След 1998 г. – директор на дирекция „Корпоративни комуникации“ в MG корпорация и Български бизнес клуб „Възраждане“.
От 2003 г. е консултант по корпоративни комуникации и управление на консултантска кантора „Д-р Денчев“.
От март 2006 г. е редовен член на организацията „Българско информационно общество“.